# Saison 1991-1992 de la LIH
Saison précédente Saison suivante
La Saison 1991-1992 est la quarante-septième saison de la ligue internationale de hockey.
Les Blades de Kansas City remportent la Coupe Turner en battant les Lumberjacks de Muskegon en série éliminatoire.

## Saison régulière
Les Admirals de Milwaukee sont transférés à la division Est, les deux divisions passant ainsi à cinq équipes chaque.

### Classement de la saison régulière
Pour les significations des abréviations, voir Statistiques du hockey sur glace.
| Équipe                  | PJ | V  | D  | N | DP | PTS | Bp  | Bc  |
| ----------------------- | -- | -- | -- | - | -- | --- | --- | --- |
| Komets de Fort Wayne    | 82 | 52 | 22 | 0 | 8  | 112 | 340 | 287 |
| Lumberjacks de Muskegon | 82 | 41 | 28 | 0 | 13 | 95  | 306 | 293 |
| Wings de Kalamazoo      | 82 | 37 | 35 | 0 | 10 | 84  | 292 | 312 |
| Admirals de Milwaukee   | 82 | 38 | 36 | 0 | 8  | 84  | 306 | 309 |
| Ice d'Indianapolis      | 82 | 31 | 41 | 0 | 10 | 72  | 272 | 329 |

| Équipe                     | PJ | V  | D  | N | DP | PTS | Bp  | Bc  |
| -------------------------- | -- | -- | -- | - | -- | --- | --- | --- |
| Blades de Kansas City      | 82 | 56 | 22 | 0 | 4  | 116 | 302 | 248 |
| Rivermen de Peoria         | 82 | 48 | 25 | 0 | 9  | 105 | 333 | 300 |
| Gulls de San Diego         | 82 | 45 | 28 | 0 | 9  | 99  | 348 | 298 |
| Golden Eagles de Salt Lake | 82 | 33 | 40 | 0 | 9  | 75  | 252 | 304 |
| Roadrunners de Phoenix     | 82 | 29 | 46 | 0 | 7  | 65  | 275 | 338 |

### Meilleurs pointeurs
Nota : PJ = Parties Jouées, B  = Buts, A = Aides, Pts = Points
| Joueur            | Équipe     | PJ | B  | A  | Pts |
| ----------------- | ---------- | -- | -- | -- | --- |
| Dmitri Kvartalnov | San Diego  | 77 | 60 | 58 | 118 |
| Jock Callander    | Muskegon   | 81 | 42 | 70 | 112 |
| Len Hachborn      | San Diego  | 70 | 34 | 73 | 107 |
| Scott Gruhl       | Fort Wayne | 78 | 44 | 61 | 105 |
| Dave Michayluk    | Muskegon   | 82 | 39 | 63 | 102 |
| Colin Chin        | Fort Wayne | 73 | 35 | 55 | 90  |
| Ray Whitney       | San Diego  | 63 | 36 | 54 | 90  |
| Steve Tuttle      | Peoria     | 71 | 43 | 46 | 89  |
| Jean-Marc Richard | Fort Wayne | 82 | 18 | 68 | 86  |
| Bruce Boudreau    | Fort Wayne | 77 | 34 | 50 | 84  |

## Séries éliminatoires
|  | Quarts de finale           | Quarts de finale           | Quarts de finale        | Quarts de finale        |                       |                       | Demi-finales | Demi-finales | Demi-finales | Demi-finales |  |  | Finale | Finale | Finale | Finale |
|  |                            |                            |                         |                         |                       |                       |              |              |              |              |  |  |        |        |        |        |
|  |                            |                            |                         |                         |                       |                       |              |              |              |              |  |  |        |        |        |        |
|  |                            |                            |                         |                         |                       |                       |              |              |              |              |  |  |        |        |        |        |
|  | Blades de Kansas City      | Blades de Kansas City      | 4                       | 4                       |                       |                       |              |              |              |              |  |  |        |        |        |        |
|  | Blades de Kansas City      | Blades de Kansas City      | 4                       | 4                       |                       |                       |              |              |              |              |  |  |        |        |        |        |
|  | Golden Eagles de Salt Lake | Golden Eagles de Salt Lake | 1                       | 1                       |                       |                       |              |              |              |              |  |  |        |        |        |        |
|  | Golden Eagles de Salt Lake | Golden Eagles de Salt Lake | 1                       | 1                       | Blades de Kansas City | Blades de Kansas City | 4            | 4            |              |              |  |  |        |        |        |        |
|  |                            |                            |                         |                         | Blades de Kansas City | Blades de Kansas City | 4            | 4            |              |              |  |  |        |        |        |        |
|  |                            |                            | Rivermen de Peoria      | Rivermen de Peoria      | 2                     | 2                     |              |              |              |              |  |  |        |        |        |        |
|  | Rivermen de Peoria         | Rivermen de Peoria         | Rivermen de Peoria      | Rivermen de Peoria      | 2                     | 2                     | 4            | 4            |              |              |  |  |        |        |        |        |
|  | Rivermen de Peoria         | Rivermen de Peoria         |                         |                         |                       |                       |              | 4            |              |              |  |  |        |        |        |        |
|  | Gulls de San Diego         | Gulls de San Diego         | 0                       | 0                       |                       |                       |              |              |              |              |  |  |        |        |        |        |
|  | Gulls de San Diego         | Gulls de San Diego         | 0                       | 0                       | Blades de Kansas City | Blades de Kansas City | 4            | 4            |              |              |  |  |        |        |        |        |
|  |                            |                            |                         |                         | Blades de Kansas City | Blades de Kansas City | 4            | 4            |              |              |  |  |        |        |        |        |
|  |                            |                            | Lumberjacks de Muskegon | Lumberjacks de Muskegon | 0                     | 0                     |              |              |              |              |  |  |        |        |        |        |
|  | Wings de Kalamazoo         | Wings de Kalamazoo         | Lumberjacks de Muskegon | Lumberjacks de Muskegon | 0                     | 0                     | 4            | 4            |              |              |  |  |        |        |        |        |
|  | Wings de Kalamazoo         | Wings de Kalamazoo         |                         |                         |                       |                       |              |              |              |              |  |  |        |        |        |        |
|  | Komets de Fort Wayne       | Komets de Fort Wayne       | 3                       | 3                       |                       |                       |              |              |              |              |  |  |        |        |        |        |
|  | Komets de Fort Wayne       | Komets de Fort Wayne       | 3                       | 3                       | Wings de Kalamazoo    | Wings de Kalamazoo    | 1            | 1            |              |              |  |  |        |        |        |        |
|  |                            |                            |                         |                         | Wings de Kalamazoo    | Wings de Kalamazoo    | 1            | 1            |              |              |  |  |        |        |        |        |
|  |                            |                            | Lumberjacks de Muskegon | Lumberjacks de Muskegon | 4                     | 4                     |              |              |              |              |  |  |        |        |        |        |
|  | Lumberjacks de Muskegon    | Lumberjacks de Muskegon    | Lumberjacks de Muskegon | Lumberjacks de Muskegon | 4                     | 4                     | 4            | 4            |              |              |  |  |        |        |        |        |
|  | Lumberjacks de Muskegon    | Lumberjacks de Muskegon    |                         |                         |                       |                       |              | 4            |              |              |  |  |        |        |        |        |
|  | Admirals de Milwaukee      | Admirals de Milwaukee      | 2                       | 2                       |                       |                       |              |              |              |              |  |  |        |        |        |        |
|  | Admirals de Milwaukee      | Admirals de Milwaukee      | 2                       | 2                       |                       |                       |              |              |              |              |  |  |        |        |        |        |
|  |                            |                            |                         |                         |                       |                       |              |              |              |              |  |  |        |        |        |        |

### Quarts de finale
| Date     | Visiteur    | Pointage | Receveur    |
| -------- | ----------- | -------- | ----------- |
| 10 avril | Salt Lake   | 3-5      | Kansas City |
| 11 avril | Salt Lake   | 2-7      | Kansas City |
| 14 avril | Kansas City | 2-3 (P)  | Salt Lake   |
| 16 avril | Kansas City | 5-1      | Salt Lake   |
| 18 avril | Kansas City | 6-3      | Salt Lake   |

Les Blades de Kansas City remportent la série 4 à 1.
| Date     | Visiteur  | Pointage | Receveur  |
| -------- | --------- | -------- | --------- |
| 8 avril  | San Diego | 1-4      | Peoria    |
| 10 avril | San Diego | 1-5      | Peoria    |
| 11 avril | Peoria    | 5-3      | San Diego |
| 13 avril | Peoria    | 2-1      | San Diego |

Les Rivermen de Peoria remportent la série 4 à 0.
| Date     | Visiteur   | Pointage | Receveur   |
| -------- | ---------- | -------- | ---------- |
| 8 avril  | Kalamazoo  | 4-7      | Fort Wayne |
| 10 avril | Fort Wayne | 1-7      | Kalamazoo  |
| 11 avril | Kalamazoo  | 1-3      | Fort Wayne |
| 15 avril | Fort Wayne | 3-4      | Kalamazoo  |
| 17 avril | Kalamazoo  | 1-4      | Fort Wayne |
| 18 avril | Fort Wayne | 2-5      | Kalamazoo  |
| 20 avril | Kalamazoo  | 4-3      | Fort Wayne |

Les Wings de Kalamazoo remportent la série 4 à 3.
| Date     | Visiteur  | Pointage | Receveur  |
| -------- | --------- | -------- | --------- |
| 10 avril | Milwaukee | 6-4      | Muskegon  |
| 11 avril | Muskegon  | 4-2      | Milwaukee |
| 14 avril | Milwaukee | 3-7      | Muskegon  |
| 17 avril | Muskegon  | 5-2      | Milwaukee |
| 18 avril | Milwaukee | 4-7      | Muskegon  |

Les Lumberjacks de Muskegon remportent la série 4 à 1.

### Demi-finales
| Date     | Visiteur    | Pointage | Receveur    |
| -------- | ----------- | -------- | ----------- |
| 22 avril | Peoria      | 1-5      | Kansas City |
| 24 avril | Peoria      | 5-6 (P)  | Kansas City |
| 25 avril | Kansas City | 5-3      | Peoria      |
| 28 avril | Kansas City | 4-5      | Peoria      |
| 1er mai  | Peoria      | 5-4      | Kansas City |
| 2 mai    | Kansas City | 4-1      | Peoria      |

Les Blades de Kansas City remportent la série 4 à 2.
| Date     | Visiteur  | Pointage | Receveur  |
| -------- | --------- | -------- | --------- |
| 24 avril | Kalamazoo | 3-1      | Muskegon  |
| 25 avril | Muskegon  | 4-3 (P)  | Kalamazoo |
| 28 avril | Kalamazoo | 3-6      | Muskegon  |
| 29 avril | Muskegon  | 6-5 (P)  | Kalamazoo |
| 30 avril | Kalamazoo | 3-8      | Muskegon  |

Les Lumberjacks de Muskegon remportent la série 4 à 1.

### Finale
| Date   | Visiteur    | Pointage | Receveur    |
| ------ | ----------- | -------- | ----------- |
| 6 mai  | Muskegon    | 3-5      | Kansas City |
| 8 mai  | Muskegon    | 4-9      | Kansas City |
| 9 mai  | Kansas City | 3-2      | Muskegon    |
| 12 mai | Kansas City | 5-3      | Muskegon    |

Les Blades de Kansas City remportent la série 4 à 0.

## Trophées remis
- Collectifs :
- Coupe Turner (champion des séries éliminatoires) : Blades de Kansas City.
  - Trophée Fred-A.-Huber (champion de la saison régulière) : Blades de Kansas City.
- Individuels :
  - Trophée du commissaire (meilleur entraîneur) : Kevin Constantine, Blades de Kansas City.
  - Trophée Leo-P.-Lamoureux (meilleur pointeur) : Dmitri Kvartalnov, Gulls de San Diego.
  - Trophée James-Gatschene (MVP) : Dmitri Kvartalnov, Gulls de San Diego.
  - Trophée N.-R.-« Bud »-Poile (meilleur joueur des séries) : Ron Handy, Blades de Kansas City.
  - Trophée Garry-F.-Longman (meilleur joueur recrue) : Dmitri Kvartalnov, Gulls de San Diego.
  - Trophée Ken-McKenzie (meilleur recrue américaine) : Kevin Wortman, Golden Eagles de Salt Lake.
  - Trophée des gouverneurs (meilleur défenseur) : Jean-Marc Richard, Komets de Fort Wayne.
  - Trophée James-Norris (gardien avec la plus faible moyenne de buts alloués) : Wade Flaherty et Arturs Irbe, Blades de Kansas City.
  - Ironman Award (durabilité/longévité) : Dave Michayluk, Lumberjacks de Muskegon.